# Mariano Ozores Francés
Mariano Ozores Francès (Madrid, 17 d'octubre de 1890 - Madrid, 9 d'agost de 1976) va ser un actor espanyol.

## Biografia
Nascut al madrileny carrer de Leganitos i amb set germans petits, el seu pare va intentar apartar-lo del món artístic, forçant-lo a treballar en banca. No obstant això, el jove Mariano va imposar la seva voluntat, a través de la companyia de teatre aficionat La Farándula, on va coincidir, entre altres figures, amb Isabel Garcés i Ofelia Nieto.
Després de treballar com a meritori en el Teatre Coliseu de Madrid, debuta professionalment en 1913 en el Teatre Principal de Zamora, amb l'obra Puebla de las mujeres, dels Germans Álvarez Quintero, compartint escenari amb Ricardo Puga i Celia Ortiz.
Després de treballar amb els grans de l'escena del primer terç del segle xx, com Ernesto Vilches o Rosario Pino i provar en el gènere de l'Opereta al costat de Ramón Peña, es casa amb Luisa Puchol Butier, amb la qual forma companyia pròpia en 1919.
Després de la Guerra civil espanyola van actuar al Teatre Eslava, fins a la dissolució definitiva de la companyia el 1951.
Els seus últims anys professionals els va dedicar al cinema i la televisió. Entre els títols en els quals va intervenir poden esmentar-se Recluta con niño (1956), Manolo guardia urbano (1956), El hombre que viajaba despacito (1957) i Los jueves, milagro (1957).
En 1968 va contreure matrimoni amb la seva segona esposa Carmen Rodríguez Varona.
Pare dels actors Antonio i José Luis Ozores Puchol i del director de cinema Mariano Ozores i avi de les actrius Adriana i Emma Ozores.
Va morir a causa de leucèmia.

## Filmografia

### Cinema
- El golfo (1917)
- El bailarín y el trabajador (1936)
- El rayo (1939)
- Tierra y cielo (1941)
- Cabaret (1953)
- ¡Aquí hay petróleo! (1956)
- Recluta con niño (1956)
- Manolo guardia urbano (1956)
- El inquilino (1957)
- El hombre que viajaba despacito (1957)
- Los jueves, milagro (1957)
- Parque de Madrid (1959)
- Un bruto para Patricia (1960)
- El hombre que perdió el tren (1960)
- Un ángel tuvo la culpa (1960)
- Fray Torero (1966)
- Crónica de nueve meses (1967)
- Los hombres las prefieren viudas (1970)
- Después de los nueve meses (1970)
- A mí las mujeres ni fu ni fa (1971)
- El padre de la criatura (1972)
- Una monja y un Don Juan (1973)
- Onofre (1974)
- Odio mi cuerpo (1974)
- Un curita cañón (1974)
- Jenaro el de los 14 (1974)

### Televisió
- Estudio 1 (1968-1973)
- Remite Maribel (1970)
- Novela (1970-1974)
- Los libros (1976)
- Teatro estudio (1977)